# Big Horn County (Montana)
Big Horn County is een county in de Amerikaanse staat Montana.
De county heeft een landoppervlakte van 12.936 km² en telt 12.671 inwoners (volkstelling 2000). De hoofdplaats is Hardin.